# Wolf Péter (vízilabdázó)
Wolf Péter (Budapest, 1952. június 11. –) Európa-bajnok magyar vízilabdázó, edző.

## Sportpályafutása
1977-ben, Jönköpingben Európa-bajnoki címet szerzett a magyar férfi vízilabda-válogatottal. Az Újpesti Dózsa játékosa volt.
A magyar felnőtt bajnokságban 1970-ben mutatkozott be. Az OB I-ben 1985-ig 310 mérkőzésen szerepelt.

### Edzőként
1982-től az Újpesti Dózsa úttörő, 1984-től a serdülő, majd 1985-től ezzel párhuzamosan az ifi csapatának az edzője volt 1988-ig. 1988 őszétől a Tungsram SC ifjúsági és junior korosztályának edzője lett.
Az 1980-as évek végétől a serdülő válogatott edzője volt.
Az 1993-1994-es szezonban a Szolnok, a következő bajnokságban a Ferencváros felnőtt csapatának az edzője volt.
2004-től a BVSC ifjúsági játékosait készítette fel.
Később dolgozott Kecskeméten és Kiskunfélegyházán.

## Díjai, elismerései
- Kiváló nevelő munkáért (1995, 1996)